# اسپارتا (ویرجینیا)
اسپارتا (به انگلیسی: Sparta) یک منطقهٔ مسکونی در ایالات متحده آمریکا است که در شهرستان کارولین، ویرجینیا واقع شده‌است. اسپارتا ۵۲٫۱۲ متر بالاتر از سطح دریا واقع شده‌است.